# Kumamon

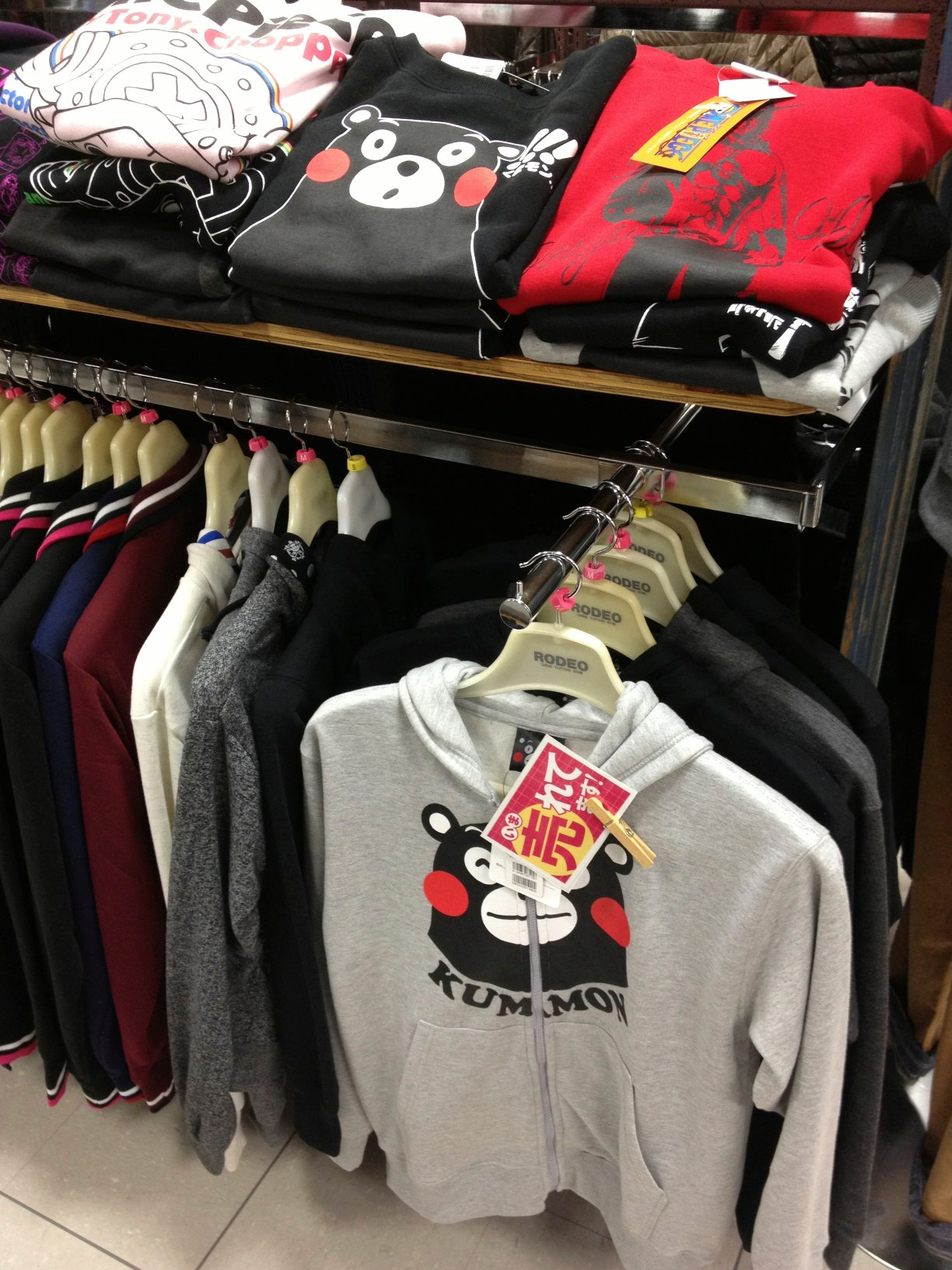
Kumamon auf Kleidung

Kumamon (jap. くまモン) ist ein Maskottchen der Präfektur Kumamoto in Japan. Die Figur wurde von dem Künstler Manabu Mizuno geschaffen. Sie wurde erstmals im Jahr 2010 bei der Kampagne Kumamoto Surprise verwendet. Kumamon wurde landesweit populär, und Ende 2011 gewann er den Wettbewerb der als Yuru Kyara bezeichneten Maskottchen.
Sein Name kommt aus dem Dialektwort Kumamotomon, was so viel bedeutet wie „eine in Kumamoto geborene Person“. Sein schwarzes Erscheinungsbild stammt von der Burg Kumamoto und seine Gestalt als Bär davon, dass dies die Bedeutung von kuma ist. Der sackförmige schwarze Bär, der offizielle Vertreter der Präfektur Kumamoto, feierte sein Debüt im Jahre 2010 kurz vor der Eröffnung der Schnellfahrstrecke Kyūshū-Shinkansen.
Im Juli 2013 war der Bär das Maskottchen der Japan Expo in Paris. Dies ist die größte Veranstaltung für japanische Kultur und Unterhaltung in Europa. Das Fest, das mit seiner 13. Ausgabe im vergangenen Jahr über 219.000 Besucher anzog, ist weit über die Grenzen Europas hinaus bekannt geworden.
Das deutsche Unternehmen Steiff hat im Mai 2013 den Kumamon-Teddybär herausgebracht.
Kumamon ist nach der Preisverleihung die populärste Figur seiner Art in Japan geworden. Der Umsätze mit rund 6000 Produkten, die sein Bild tragen, überstieg 2012 2,93 Milliarden Yen. Die erste Teddybär-Serie von 1500 Stück, die Steiff aufgelegt hatte, war nach wenigen Stunden vergriffen.